# Giroscopi de control de moment
Un giroscopi de control de moviment, de l'anglès Control Moment gyroscope, (CMG) és un dispositiu de control d'actitud generalment usat en sistemes de control d'actitud de satèl·lits. Els CMGs controlen l'orientació de la nau espacial. Un CMG consisteix en un rotor giratori i un o més cardans motoritzats que bascula el moment angular del rotor. Com el rotor s'inclina, el canvi del moment angular causa un moment de força giroscòpic que fa girar la nau espacial.

## Estació Espacial Internacional

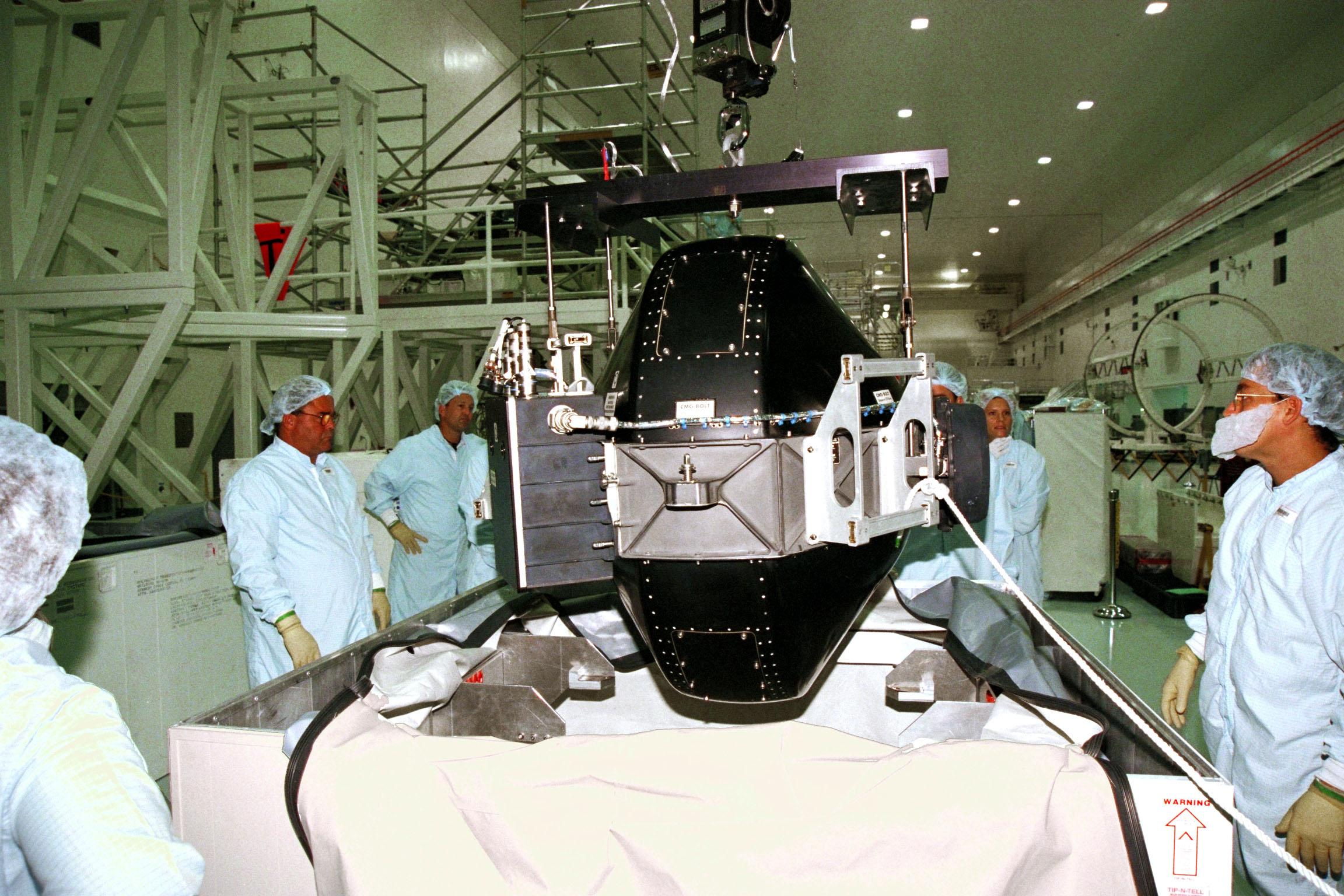
Personal de la NASA manipulant un únic Giroscopi de Control de moment per a l'Estació Espacial Internacional.

La ISS empra un total de quatre CMGs com dispositius primaris d'actuació durant el mode d'operació normal. L'objectiu del sistema de control de vol CMG és mantenir l'estació espacial a una actitud relativament estable a la superfície de la Terra. A més, busca un (TEA) Torque Equilibrium Attitude, en el qual la contribució combinada del moment de força del gradient gravitacional, arrossegament atmosfèric, pressió solar, i interaccions geomagnètiques queden minimitzades. A la presència d'aquestes contínues pertorbacions de l'entorn els CMGs absorbeixen el moment en un intent de mantenir l'estació espacial en una actitud desitjada. Eventualment, els CMGs es poden saturar (absorbint el moment fins al punt que no poden absorbir més), provocant la pèrdua d'efectivitat de la sèrie de CMG per al control. Algun tipus d'esquema de moment magnètic (MMS) és necessari per permetre que els CMGs mantinguin una actitud desitjada i alhora prevenir la saturació del CMG. Com els CMGs són dispositius d'intercanvi de moment, els parells de control extern s'han d'usar per buidar els CMGs, és a dir, tornar el moment a un valor nominal. Alguns mètodes per descarregar el moment del CMG inclouen l'ús de parells magnètics, empentes a reacció, i el moment de gradient gravitacional. Per l'estació espacial, es prefereix el mètode de moment de gradient gravitacional perquè no requereix consumibles ni instruments externs i perquè el moment de gradient gravitacional a la ISS pot ser molt alt.